# Evecliptopera acreta
Evecliptopera acreta är en fjärilsart som beskrevs av Louis Beethoven Prout 1940. Evecliptopera acreta ingår i släktet Evecliptopera och familjen mätare. Inga underarter finns listade i Catalogue of Life.